# Pelates quadrilineatus
Pelates quadrilineatus is een straalvinnige vissensoort uit de familie van tijgerbaarzen (Terapontidae). De wetenschappelijke naam van de soort is voor het eerst geldig gepubliceerd in 1790 door Bloch.